# José Luis Jaimerena
José Luis Jaimerena Laurnagaray, nascido a 12 de maio de 1960 na localidade navarra de Elizondo (Espanha), foi um ciclista profissional no ano de 1983.
Depois do seu breve passo pelo profissionalismo na equipa Reynolds, passou a fazer parte do corpo técnico da equipa, dirigindo a equipa amador, para finalmente ser um dos directores desportivos da equipa Banesto que herdou a infra-estrutura da equipa navarra.

## Palmarés
Não conseguiu nenhuma vitória como profissional.

## Resultados em Grandes Voltas e Campeonato do Mundo
Durante a sua carreira desportiva tem conseguido os seguintes postos nas Grandes Voltas e nos Campeonatos do Mundo em estrada:
| Carreira           | 1983 |
| ------------------ | ---- |
| Giro d'Italia      | -    |
| Tour de France     | -    |
| Volta a Espanha    | -    |
| Mundial em Estrada | -    |

-: Não participa

## Equipas
- Reynolds (1983)